# Zdole, Krško
Zdole so vas, ki leži na vzhodnem delu Občine Krško in meji na Občino Brežice. Krajevna skupnost je sestavljena iz vasi Anovec, Kostanjek, Pleterje, Ravne pri Zdolah, Zdole in Zgornja Pohanca ter zaselkov Loke, Šapole, Čele, Lopate, Rujek, ... Prva omemba kraja sega v leto 1249, ko je vas omenjena kot Villa in Monte Suppani Santi Georgia (Vas na hribčku pri svetem Juriju).
Na Zdolah je razvito vinogradništvo in sadjarstvo, predvsem zaradi odlične lege. Poleg tega pa tudi turistične kmetije, zelenjavarstvo in živinoreja.
Leto 2001 je bilo za kraj pomembno leto, saj je pridobilo večnamenski dom, v katerem se nahaja manjša trgovina, pošta, sedež zavarovalnice, prostor Prostovoljnega gasilskega društva Zdole, prostor Športnega društva Zdole in gostilna.
V središču vasi stoji cerkev sv. Jurija. Poleg cerkve stoji še Dom Bena Zupančiča, ki je včasih deloval kot šola (sprva 8-letka, kasneje 4-letka) in prvotni gasilski dom, dandanes pa se ustanova uporablja kot vrtec.
Zdole so znane po tradicionalnem kulturnem prazniku Jurjevanju in Jurjevim teku (zdolski maraton). Prvega vsako leto organizira Turistično hortikulturno društvo Zdole (THDZ), slednjega pa Športno društvo Zdole.